# 和歌山県道105号山田御幸辻停車場線
和歌山県道105号山田御幸辻停車場線（わかやまけんどう105ごう やまだみゆきつじていしゃじょうせん）は、和歌山県橋本市を通る一般県道である。

## 概要
橋本市山田から橋本市御幸辻に至る。
山の中を通る狭道だが、民家や農地があるため、生活道路として地元住民が利用している。

### 路線データ
- 起点：和歌山県橋本市山田
- 終点：和歌山県橋本市御幸辻（南海高野線 御幸辻駅前、奈良県道・和歌山県道731号二見御幸辻停車場線終点）
- 実延長：4.598 km

## 路線状況

### 重複区間
- 奈良県道・和歌山県道731号二見御幸辻停車場線（橋本市御幸辻）

## 地理

### 通過する自治体
- 和歌山県
  - 橋本市

### 交差する道路
| 交差する道路                                             | 交差する場所 | 交差する場所       |
| -------------------------------------------------------- | ------------ | ------------------ |
| 和歌山県道103号山田岸上線                                | 山田         |                    |
| 国道371号 / 橋本バイパス                                 | 御幸辻       | 御幸辻駅前南交差点 |
| 奈良県道・和歌山県道731号二見御幸辻停車場線 重複区間起点 | 御幸辻       |                    |
| 奈良県道・和歌山県道731号二見御幸辻停車場線 重複区間終点 | 御幸辻       | 終点               |

### 交差する鉄道
- 南海高野線

### 沿線
- 南海高野線 御幸辻駅